# Pikovaja dama
Pikovaja dama (rus. Пиковая дама) ruski je film redatelja Pjotra Čardinina.

## Radnja
Film je zasnovan na kratkoj priči Aleksandra Puškina Pikova dama iz 1834. godine.

## Uloge
- Pavel Birjukov
- Aleksandra Gončarova
- Antonina Požarskaja
- Andrej Gromov

## Vanjske poveznice
- Pikovaja dama na Kino Poisk